# Mark Ravenhill
Mark Ravenhill (* 7. července 1966 Haywards Heath, Anglie) patří mezi přední současné představitele anglického dramatu.
Jeho nejznámější dílo a také jeho prvotina nese název Shopping and Fucking. Toto dílo je zařazováno do tzv. cool dramatu.
Kritizuje v něm masovou konzumní kulturu. Jedním z častých témat jeho děl je také homosexualita. On sám je HIV pozitivní homosexuál.
Z jeho dalších děl v českém překladu: Domeček pro buzničky u matky Kapavky, Bazén bez vody, Faust (Faust je mrtvý) (1997)